# Ebersberger Felsenmeer
Das Ebersberger Felsenmeer ist eine Blockhalde aus Buntsandsteinfelsen in Südhessen im Odenwaldkreis. Der zentrale Bereich war bereits seit 1937 ein Naturdenkmal (Nr. 437.259). Inzwischen sind auch die Waldbestände rund um das Felsenmeer geschützt. Die Ausweisung als FFH-Gebiet 6320-301 erfolgte mit der Verordnung vom 16. Januar 2008, geändert am 20. Oktober 2016.

## Lage
Das FFH-Gebiet Ebersberger Felsenmeer liegt im Naturraum Sandsteinodenwald im Gebiet der Städte Erbach und Oberzent. Es befindet sich im Wald östlich von Ebersberg und Hetzbach und westlich von Bullau. Seine Fläche von 17,33 ha wird begrenzt von Waldwirtschaftswegen und im Südosten von einer Waldwiese. Das Schutzgebiet liegt innerhalb des ausgedehnten EU-Vogelschutzgebietes „Südlicher Odenwald“ (DE6420-450).
Das Ebersberger Felsenmeer zählt zu den Geotopen im Geo-Naturpark Bergstraße-Odenwald und wird auf der Webseite Bergstraße-Odenwald.de als "geheimnisvoller Ort" beschrieben. Durch das Felsenmeer verläuft auch die dritte Etappe des Nibelungensteigs.

## Erhaltungs- und Schutzziele
Im Schutzgebiet soll der Lebensraumtyp „Hainsimsen-Buchenwald“ (Luzulo-Fagetum) erhalten werden (LRT 9110). In den beschatteten Blockschutthalden kommt der sehr seltene Prächtige Dünnfarn (Vandenboschia speciosa, früher Trichomanes speciosa) vor, von dem in Hessen nur wenige Standorte bekannt sind. Dieser Farn, ein Relikt aus früheren Wärmeperioden, ist in Mitteleuropa nur mit seinem Gametophyten (Prothallium) zu finden. Er wächst als filziges, moosähnliches Polster in feuchten, dunklen Felsspalten und unter Überhängen. Wegen seiner extrem eingeschränkten Ausbreitungsmöglichkeit ist er stark durch Veränderungen seines Standortes gefährdet.

## Beschreibung und Flora
Das Schutzgebiet in Mittelgebirgslage ist vorwiegend mit bodensaurem Buchenwald bestanden, es gibt aber auch einige Nadelholz- und Mischwaldbestände. Die ausgedehnten Sandsteinblockhalden weisen Felsen in unterschiedlichen Verwitterungsformen auf und sind von Moosen überzogen.
An den dunkel-feuchten Wuchsorten des Prächtigen Dünnfarns ist dieser meist die einzige Pflanzenart, nur gelegentlich in Gesellschaft mit dem Zierlichen Gleichflügelmoos Pseudotaxiphyllum elegans oder der bundesweit gefährdeten Krustenflechte Porina chlorotica.

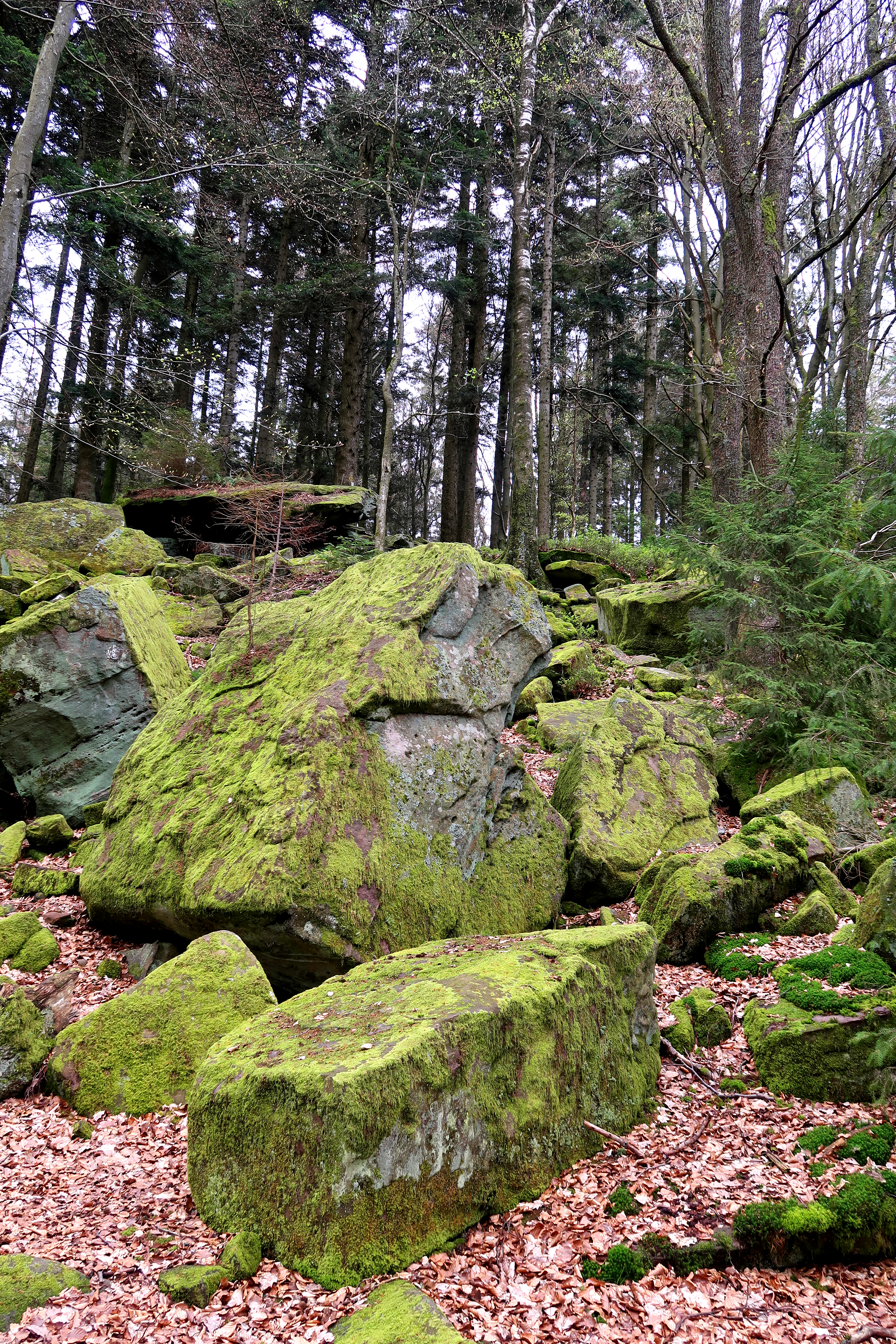
Moosbewachsene Felsen im Ebersberger Felsenmeer
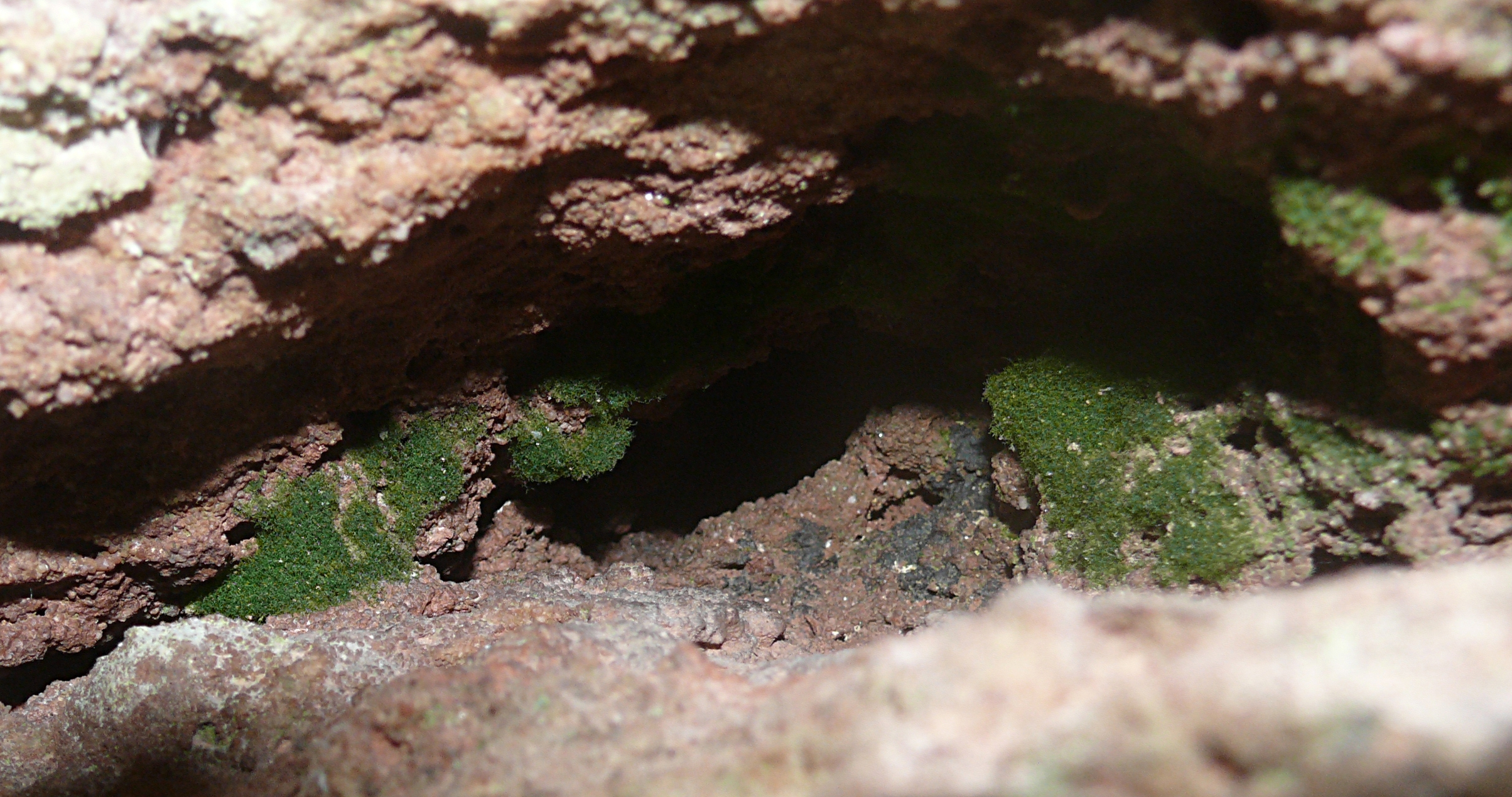
Prächtiger Dünnfarn, sein moosähnlicher Gametophyt wächst unter Buntsandsteinfelsen

## Erhaltungsmaßnahmen
Das Schutzgebiet wird als Wirtschaftswald genutzt. Erhaltungsziel sind naturnahe und strukturreiche Bestände mit stehendem und liegendem Totholz, Höhlenbäumen und lebensraumtypischen Baumarten in verschiedenen Altersphasen. Noch vorhandene Nadelwälder bzw. Mischwälder sollen allmählich in naturnahe Buchenwälder umgewandelt werden. Zur Sicherung der Standorte des Prächtigen Dunnfarns soll rund um die Fundorte die forstwirtschaftliche Nutzung weitgehend unterbleiben.